# Kia Optima
Kia Optima – samochód osobowy klasy średniej produkowany pod południowokoreańską marką Kia w latach 2000–2020.

## Pierwsza generacja

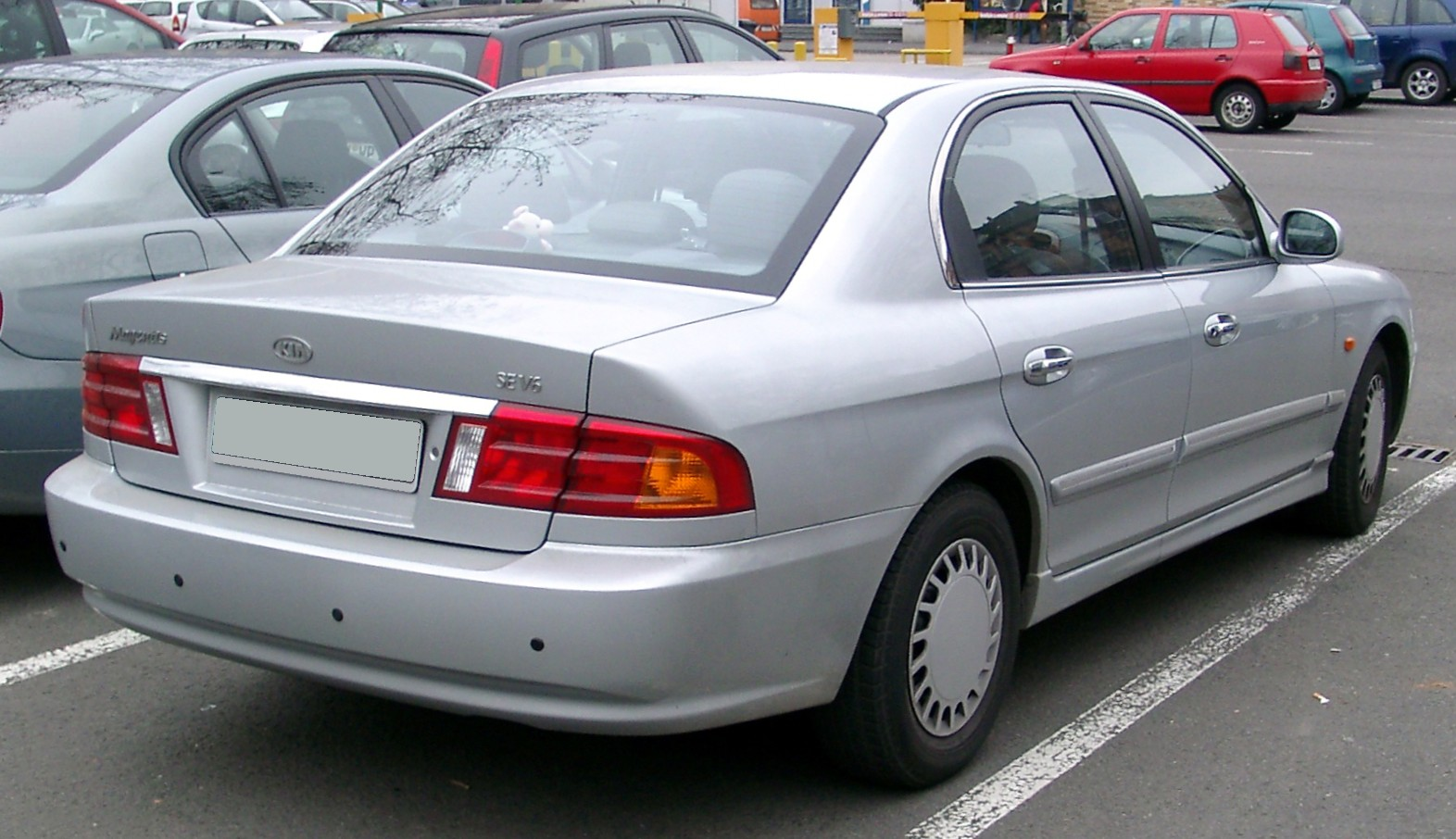
europejska Kia Magentis I – tył

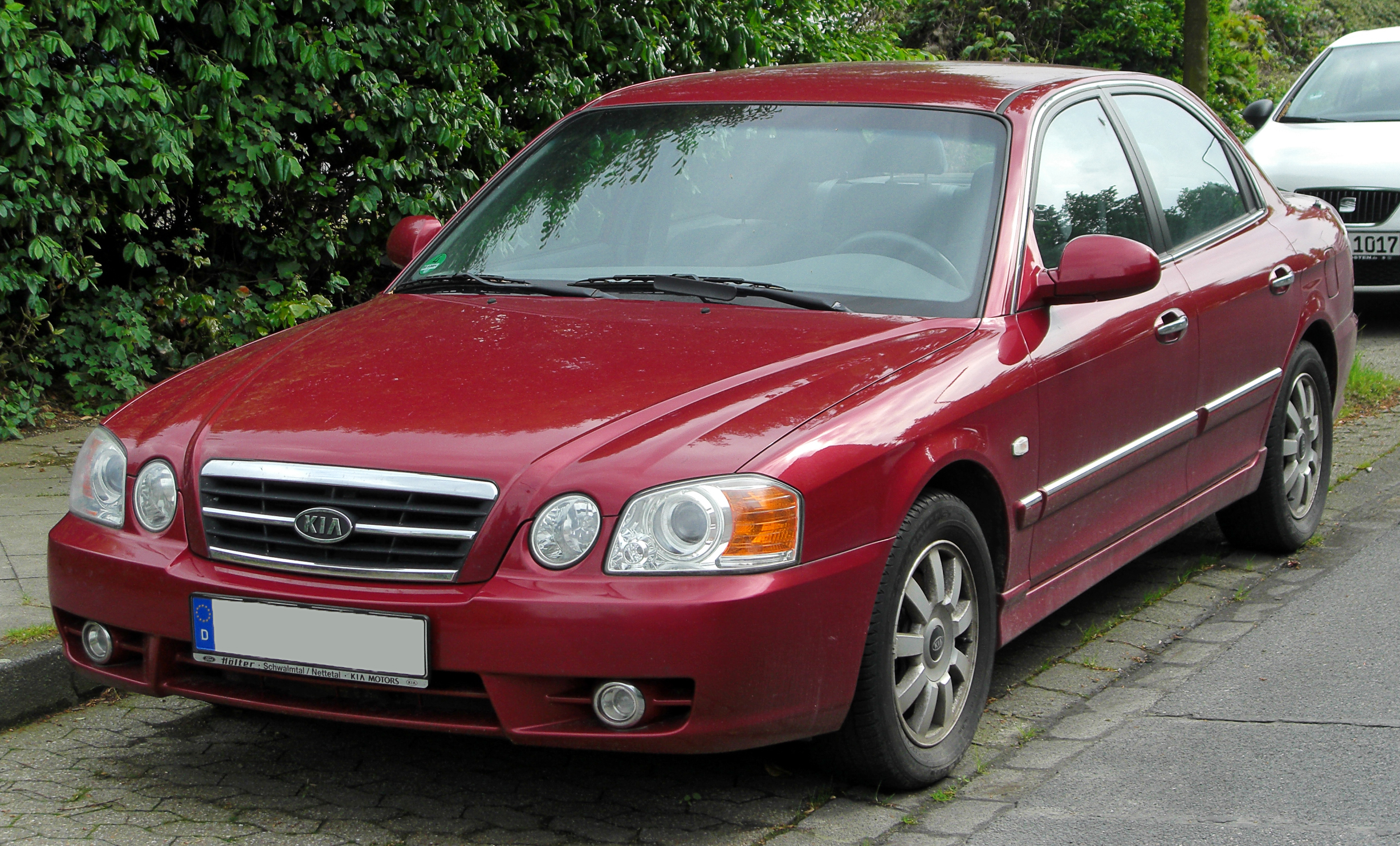
europejska Kia Magentis I po liftingu

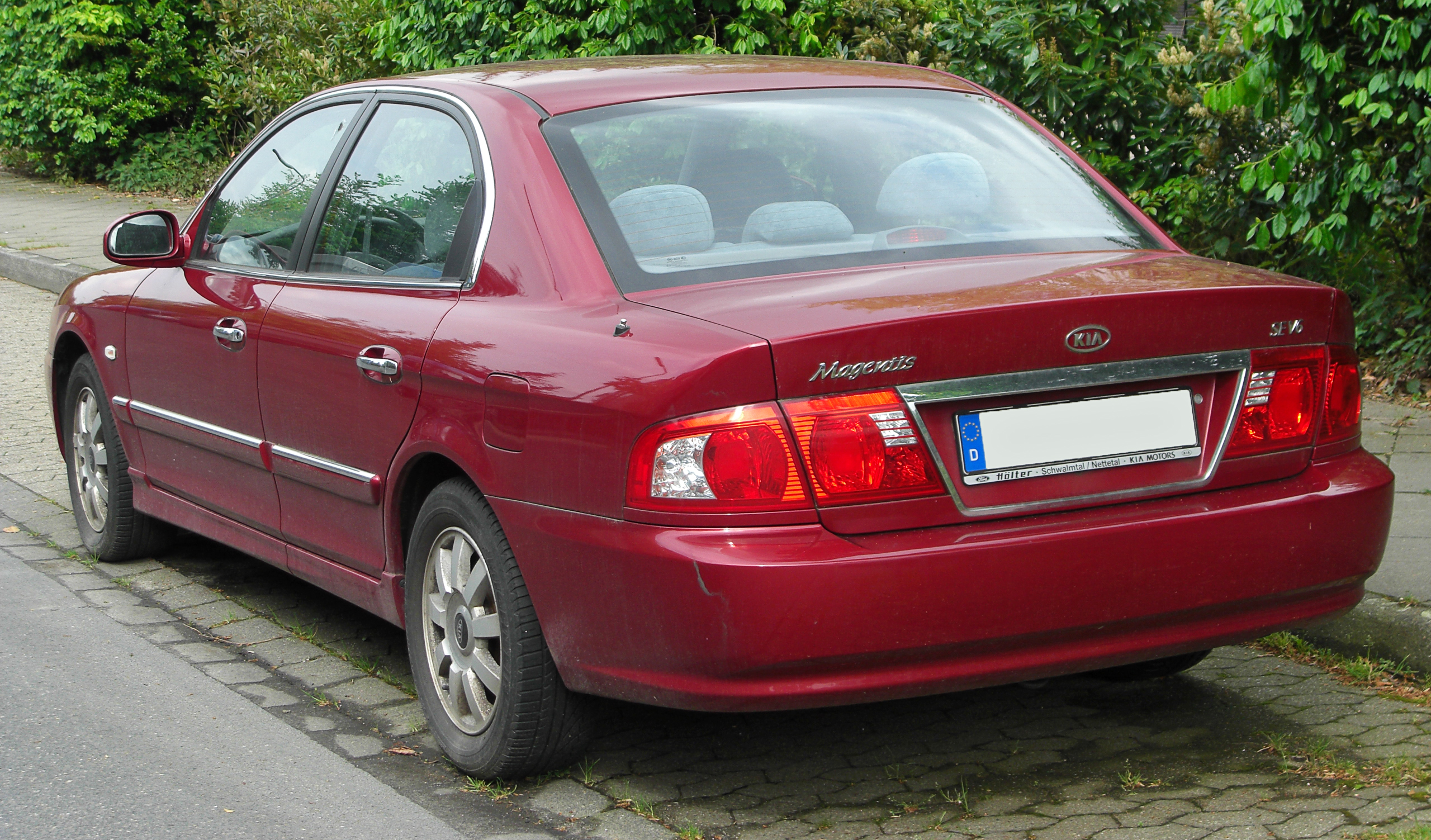
europejska Kia Magentis I po liftingu

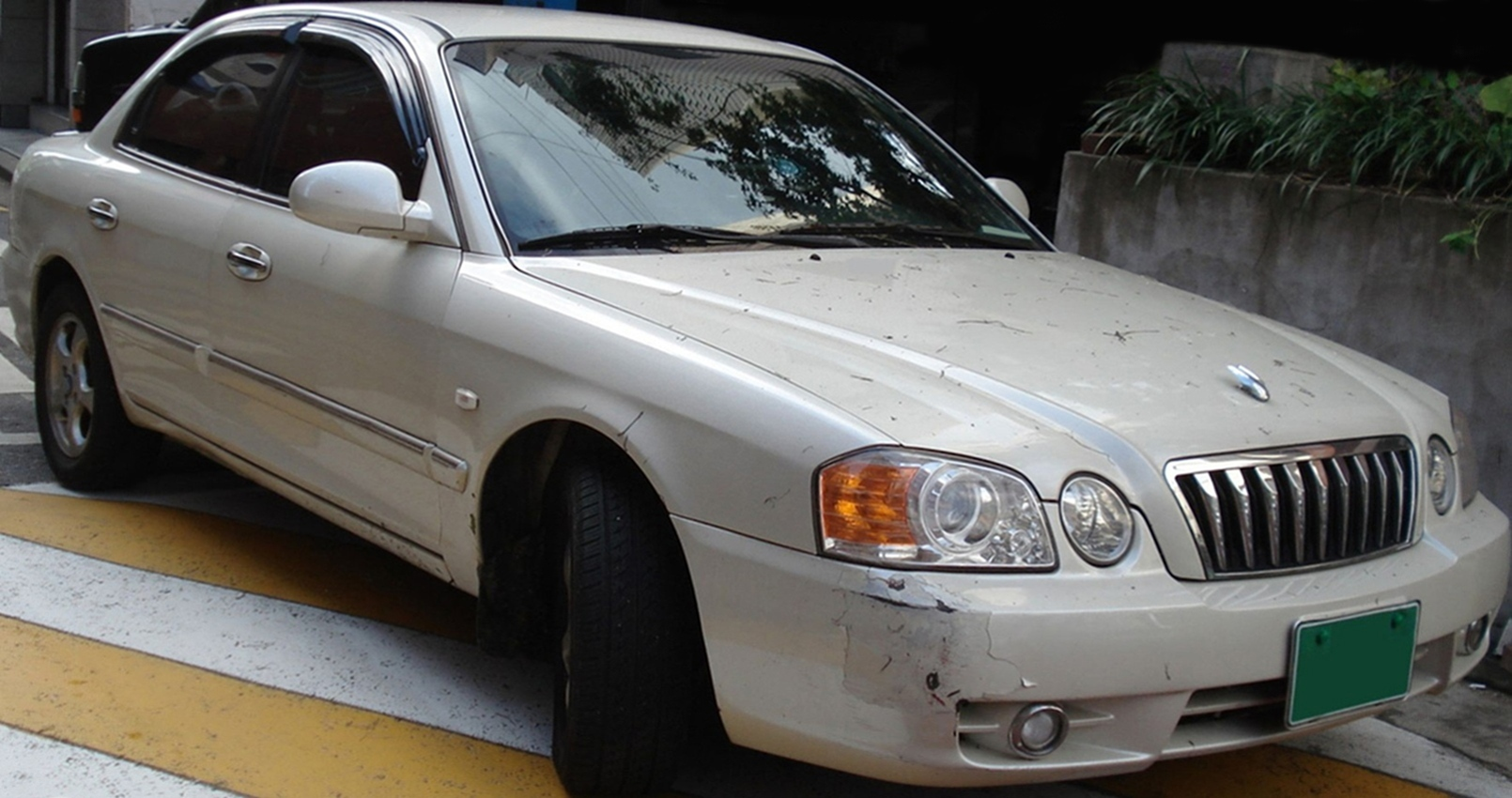
południowokoreańska Kia Optima Regal

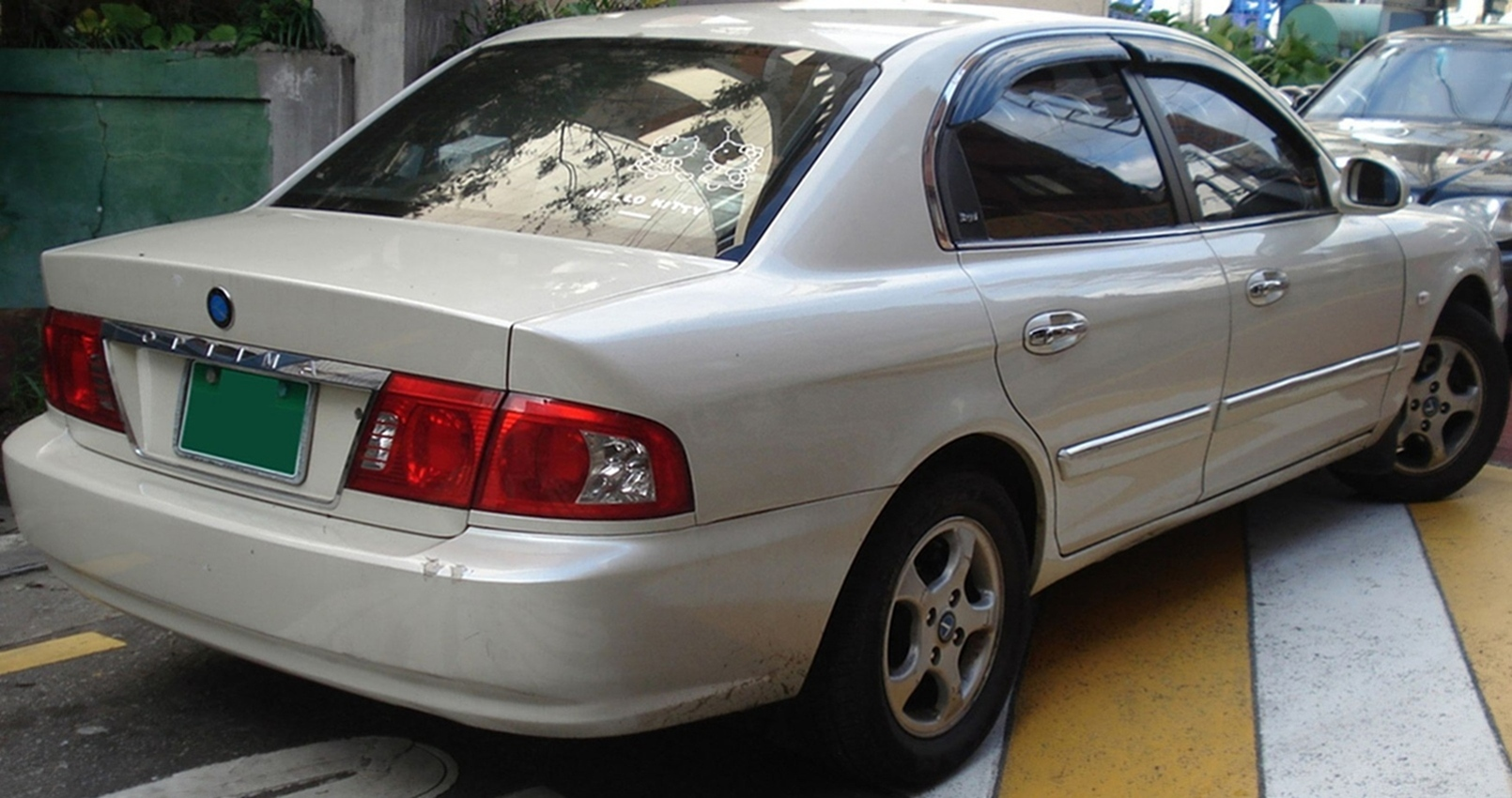
południowokoreańska Kia Optima Regal – tył

Kia Optima I została zaprezentowana po raz pierwszy w 2000 roku.
Po fuzji Hyundaia i Kii w 1999 roku, w ramach nowego koncernu Hyundai Motor Group pomiędzy południowokoreańskimi producentami nawiązała się głęboka współpraca na polu rozwoju wspólnych konstrukcji.
Pierwsza generacja Optimy zastąpiła opracowany jeszcze w czasie kooperacji z Mazdą model Credos/Clarus, będąc bliźniaczą konstrukcją wobec czwartej generacji Hyundaia Sonaty. Na platformie Y4 zbudowane zostały także inne, średniej wielkości modele Kii i Hyundaia z końca lat 90. XX wieku.
Pierwsza generacja Kii Optimy w początkowym okresie produkcji charakteryzowała się kanciastą, chromowaną atrapą chłodnicy, a także szeroko rozstawionymi reflektorami o podłużnym kształcie. Tylną część nadwozia przyozdobiły z kolei wielobarwne lampy tylne z charakterystycznymi, pasiastymi wytłoczeniami.

### Lifting
W 2003 roku Kia Optima pierwszej generacji przeszła gruntowną restylizację, która objęła głównie stylistykę nadwozia. Przednia część nadwozia otrzymała większą atrapę chłodnicy przedzieloną chromowaną poprzeczką, a także charakterystyczne dwuczęściowe reflektory składające się z okrągłego oraz nieregularnie ukształtowanego klosza. Tylne lampy otrzymały z kolei gładką strukturę i stał się obszerniejsze, zyskując białe wkłady kierunkowskazów.
Na wewnętrznym rynku południowokoreańskim samochód zyskał po restylizacji dodatkowo bardziej chromowaną atrapę chłodnicy pozbawioną logo producenta, a także nową, wydłużoną nazwę Kia Optima Regal.

### Sprzedaż
Pierwsza generacja Kii Optimy trafiła pod inną nazwą Kia Magentis do sprzedaży zarówno w Europie, jak i w Kanadzie. Poza tymi rynkami, nazwę Optima pojazd nosił w Korei Południowej, Chinach, a także Stanach Zjednoczonych i Australii.

### Wersje wyposażeniowe
- EX
- LE
- LX
- SE

### Silniki
- R4 2.4l 140 KM
- R4 2.4l 151 KM
- V6 2.5l 172 KM
- V6 2.7l 172 KM

## Druga generacja

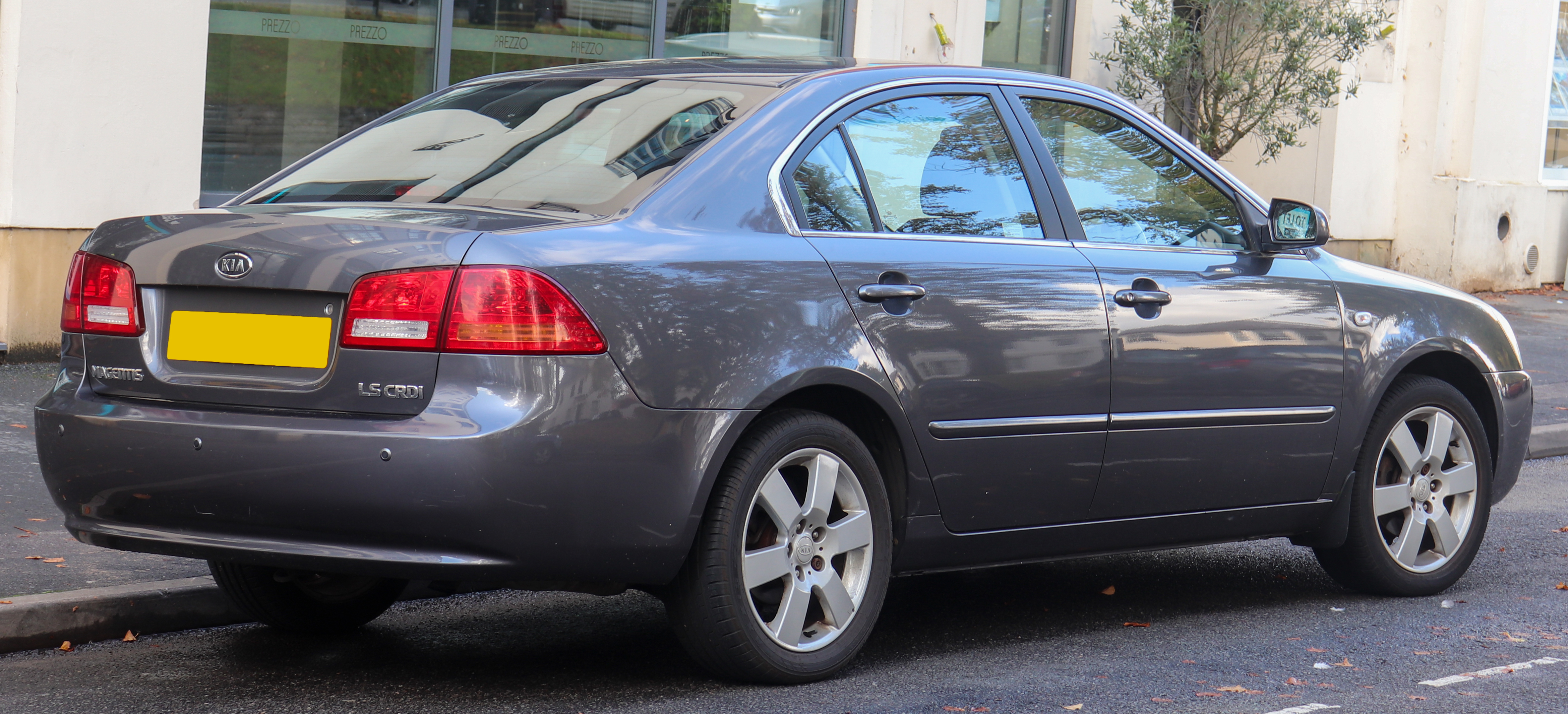
europejska Kia Magentis II – tył

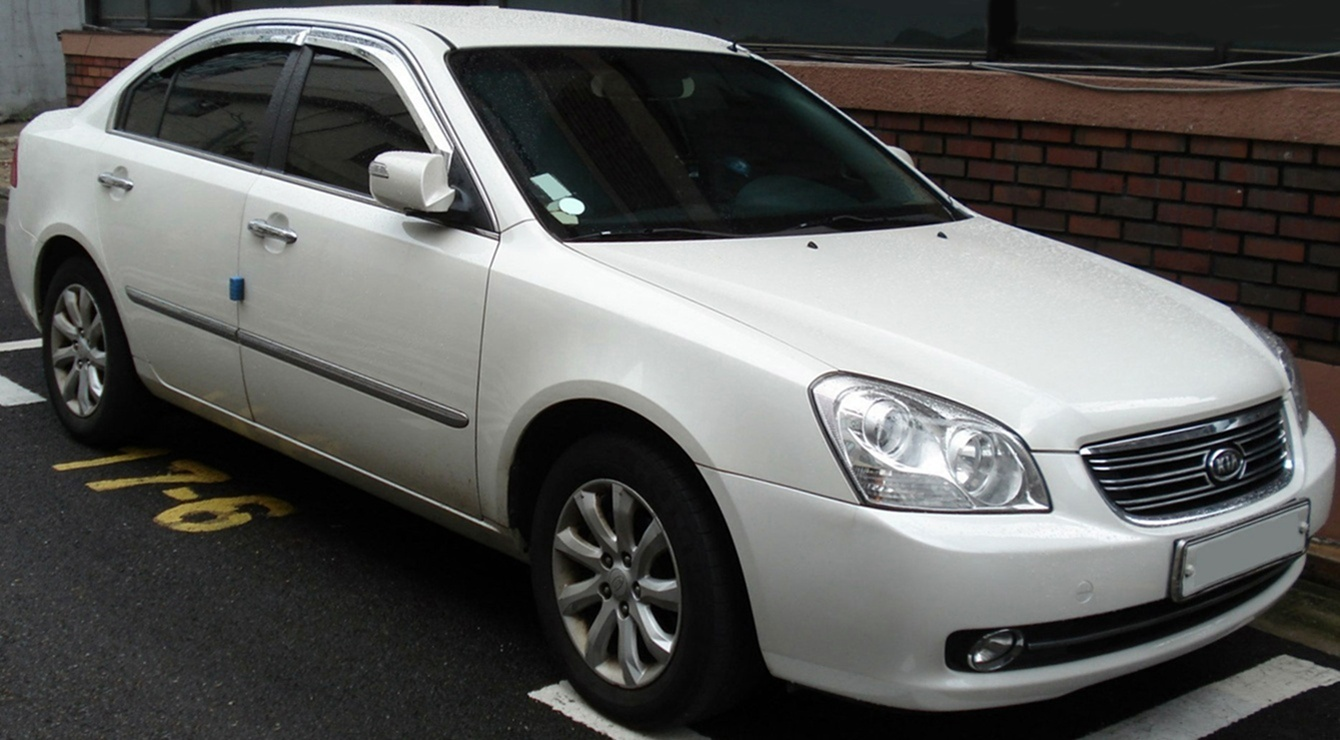
południowokoreańska Kia Lotze

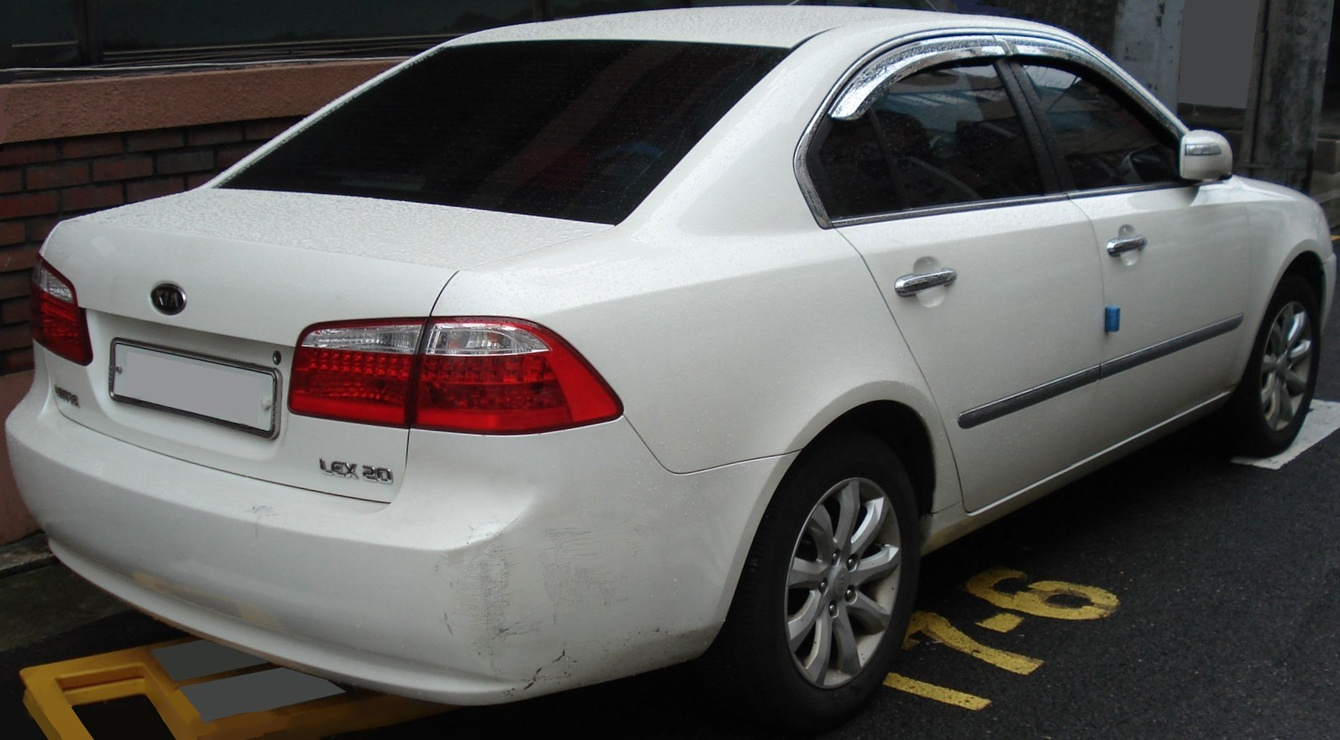
południowokoreańska Kia Lotze – tył

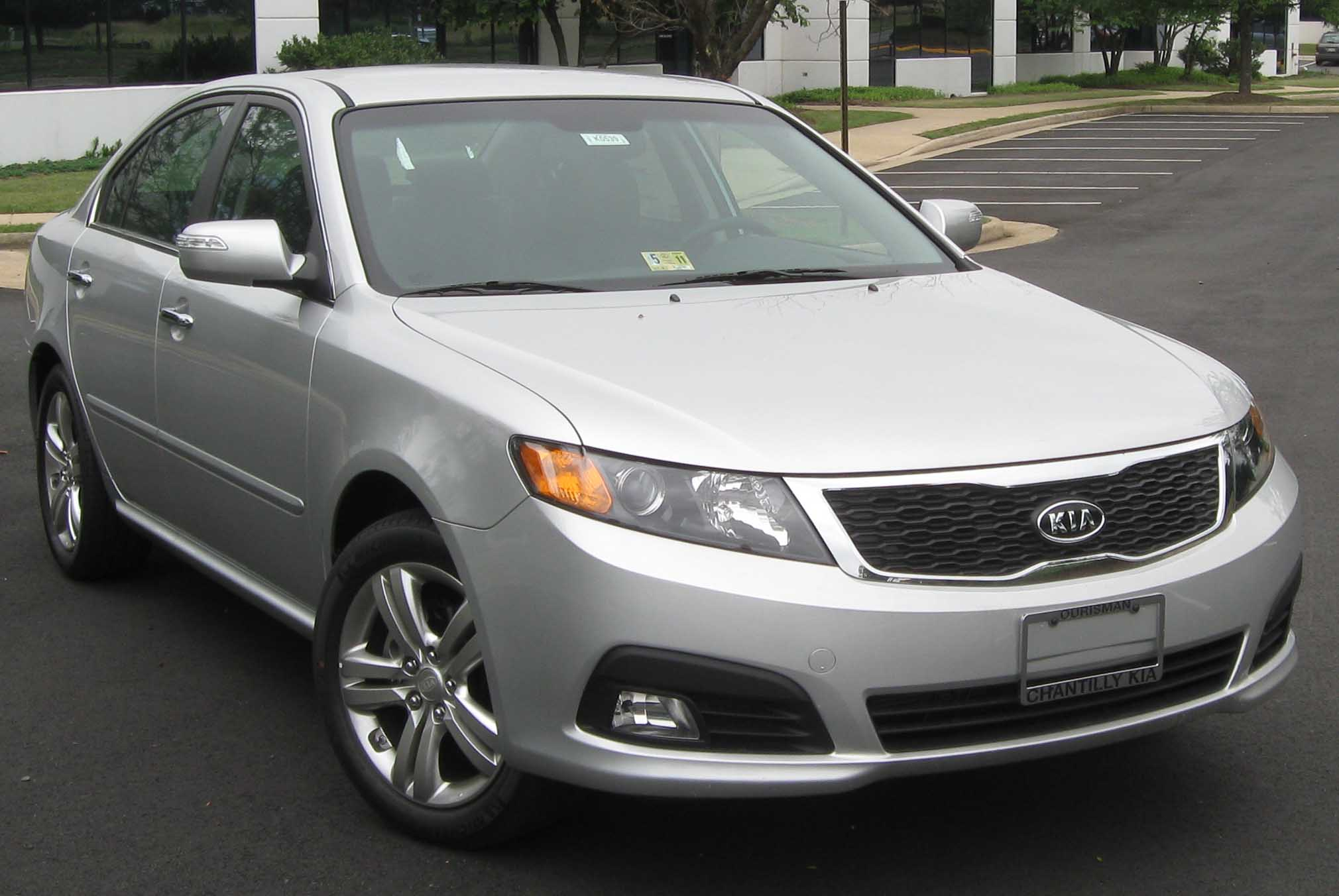
Kia Optima II po liftingu

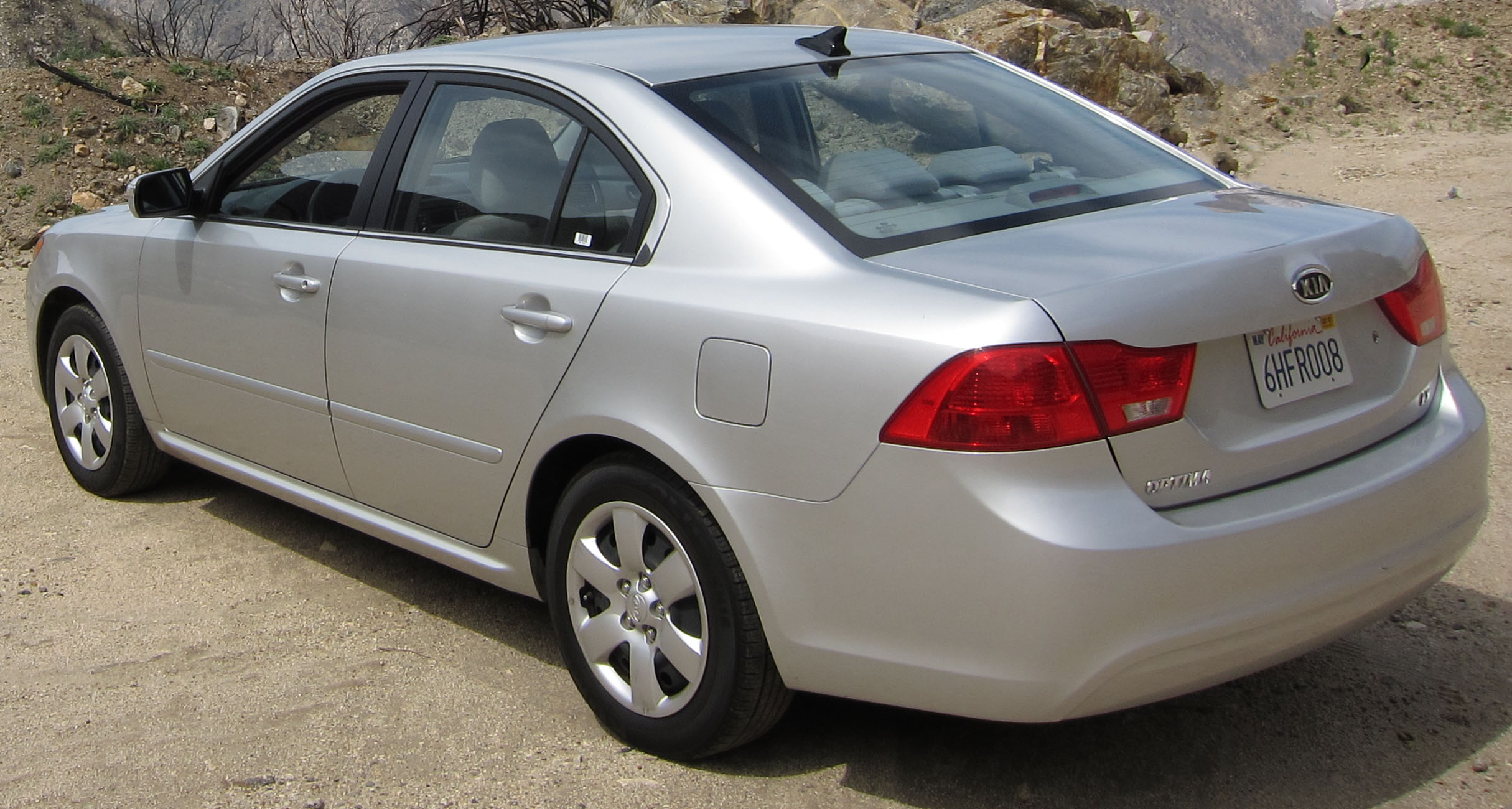
Kia Optima II – tył po liftingu

Kia Optima II została zaprezentowana po raz pierwszy w 2005 roku.
Podobnie jak nowe wcielenie bliźniaczego Hyundaia Sonaty, Kia Optima wraz z kolejną generacją zyskała bardziej obłe i zwarte proporcje, z charakterystycznymi zaokrąglonymi krawędziami nadwozia. W konstrukcję pojazdu zaangażowano koreańskie, amerykańskie oraz europejskie ośrodki badawcze Kii.
W zależności od rynku zbytu, pojazd otrzymał inny układ wkładów reflektorów oraz lamp. Wariant oferowany w Korei Południowej, Stanach Zjednoczonych i Kanadzie zyskał m.in. jasne wypełnienie reflektorów, za to sprzedawany w Europie, Azji Wschodniej i Australii – ciemniejsze.

### Lifting
W październiku 2008 roku Kia przedstawiła Optimę drugiej generacji po obszernej restylizacji, która objęła wszystkie globalne rynki. W jej ramach, pojazd otrzymał zupełnie nowy pas przedni utrzymany w nowym języku stylistycznym producenta, z charakterystyczną obszerną atrapą chłodnicym nazywaną tygrysim nosem, a także agresywnie zarysowanymi, wąskimi reflektorami umieszczonymi w jednym obrysie z wlotem powietrza.
Zmianie uległ także kształt zderzaków oraz tylne lampy, które zyskały nowe wkłady i objęły większą niż dotychczas powierzchnię klapy bagażnika. We wnętrzu pojazdu przemodelowana została deska rozdzielcza.

### Sprzedaż
W przeciwieństwie do poprzednika, Kia Optima drugiej generacji pod tą nazwą oferowana była tylko w Stanach Zjednoczonych i Malezji. W rodzimej Korei Południowej pojazd przyjął nową nazwę Kia Lotze, z kolei w Europie i Kanadzie dalej oferowano go jako Kia Magentis, poszerzając to grono także o Australię.

### Wersje wyposażeniowe
- EX
- GS
- LX
- SX
- Silver
- Gold
- Platinum

W zależności od wersji, auto wyposażone może być m.in. w komplet poduszek powietrznych, system ABS i EBD, a także ESP, TCS i BAS, elektryczne sterowanie szyb, elektryczne sterowanie lusterek, elektryczną regulację foteli, wielofunkcyjną kierownicę, klimatyzację automatyczną, radioodtwarzacz CD z DVD z ekranem w konsoli środkowej, komputer pokładowy, czujnik zmierzchu, fotochromatyczne lusterko wsteczne, a także system bezpiecznego parkowania (Park Assist), światła przeciwmgłowe oraz aktywne zagłówki i system Isofix oraz skórzaną tapicerkę.

### Silniki
- R4 2.4l Theta II 164 KM
- R4 2.4l Theta II 177 KM
- V6 2.7l Delta 172 KM
- V6 2.7l Mu 188 KM
- V6 2.7l Mu 197 KM
- R4 2.0l CRDi 140 KM

## Trzecia generacja

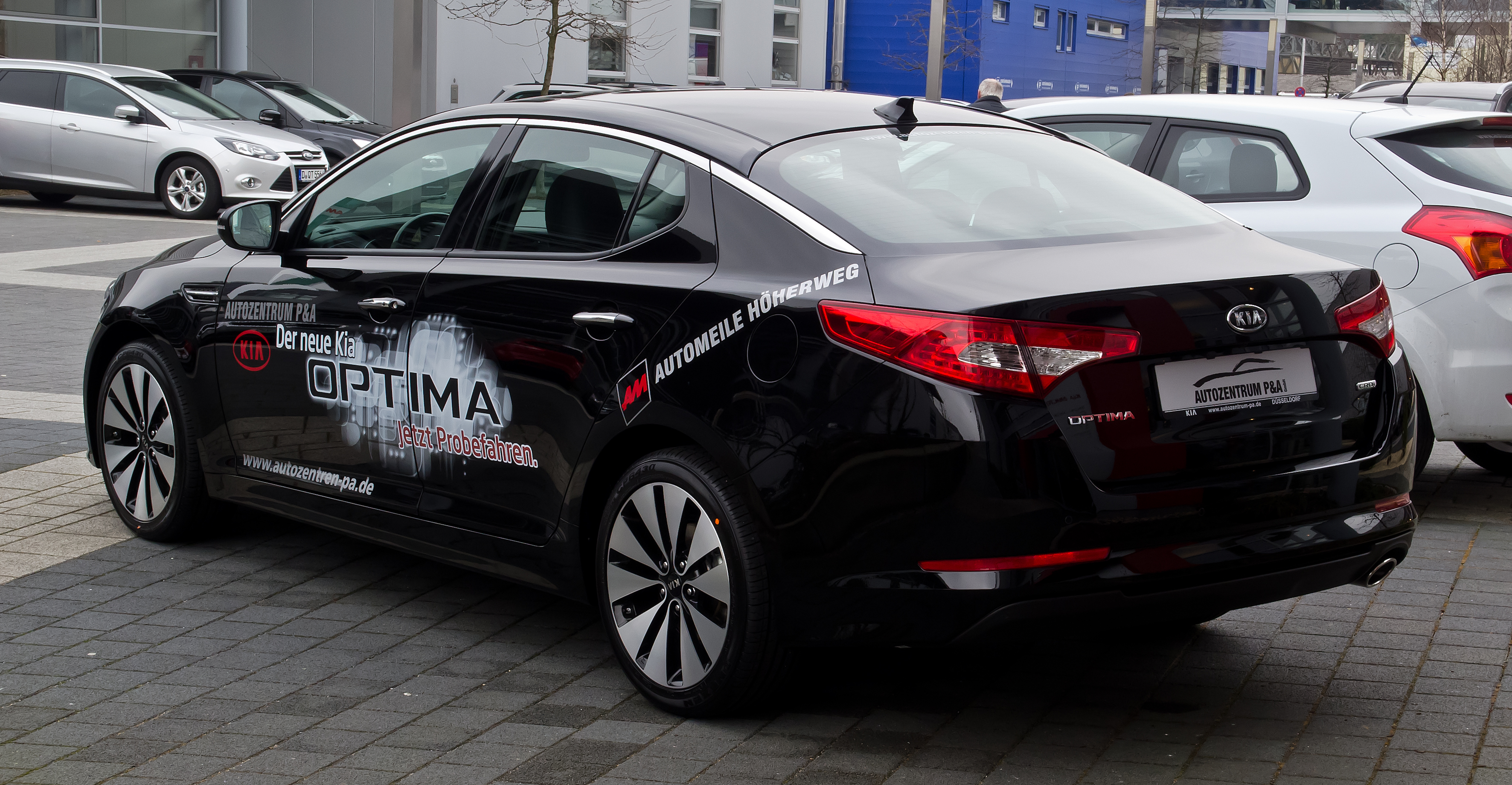
Kia Optima III – tył

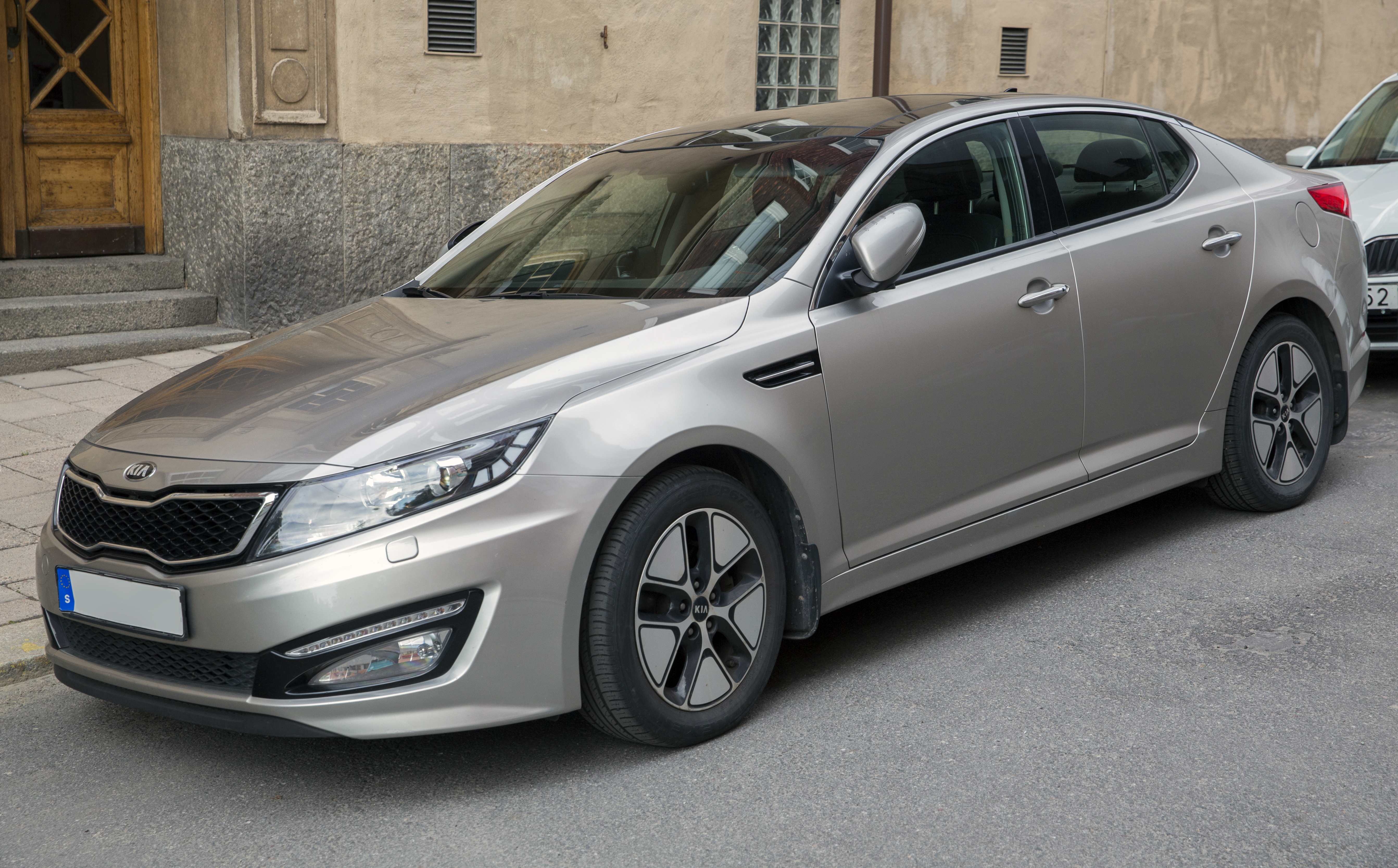
Kia Optima III Hybrid

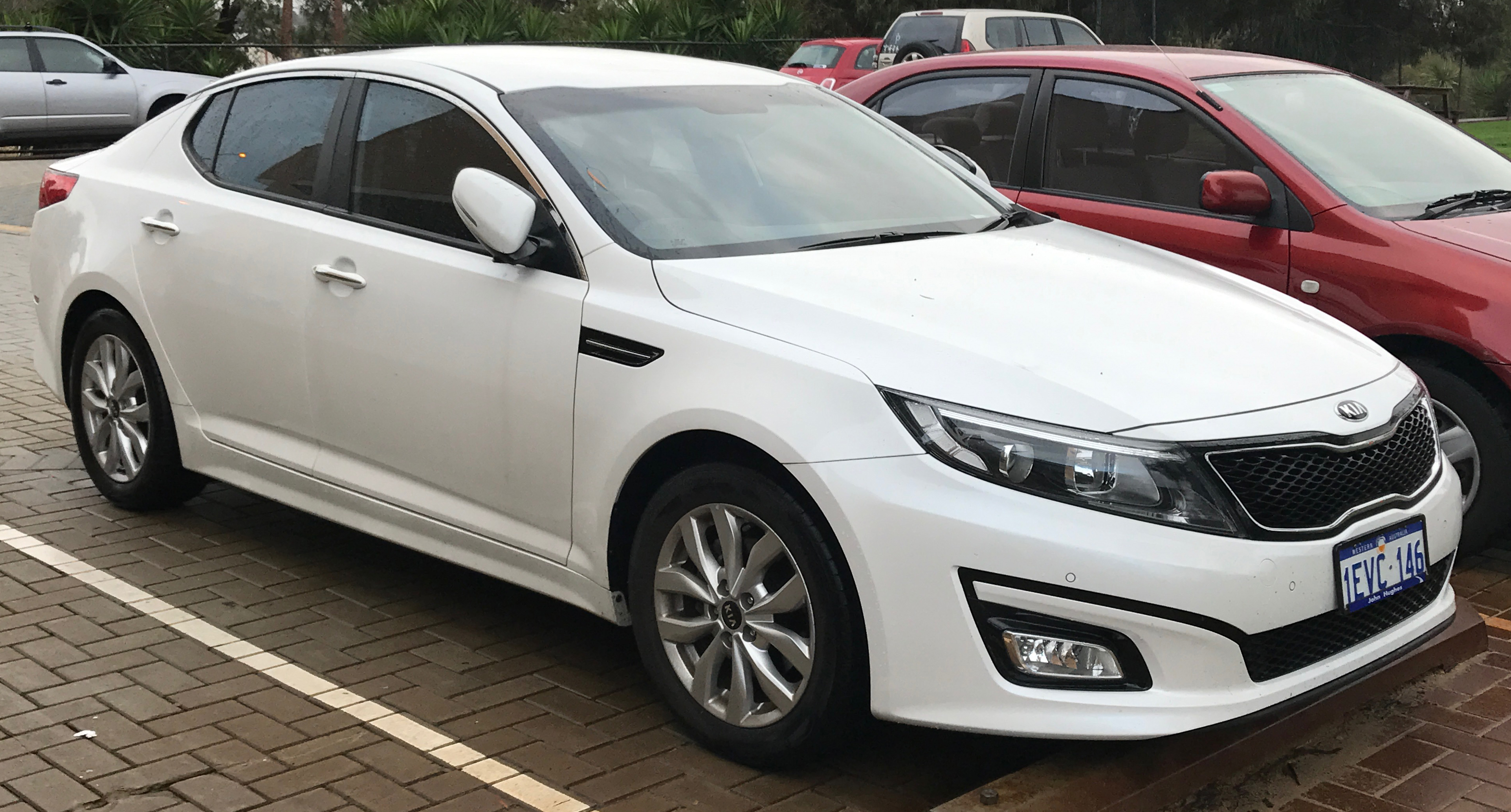
Kia Optima III po liftingu

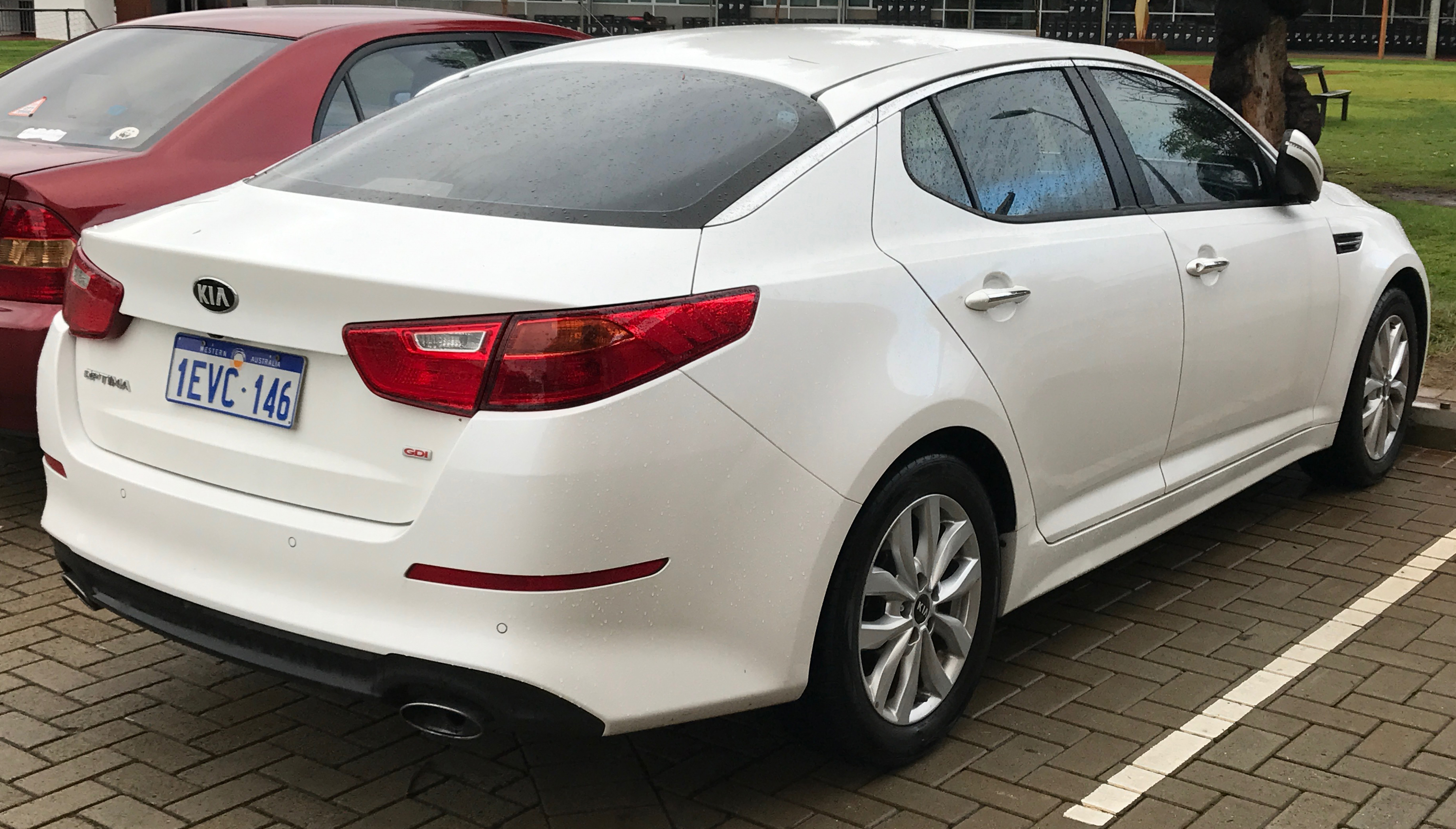
Kia Optima III – tył po liftingu

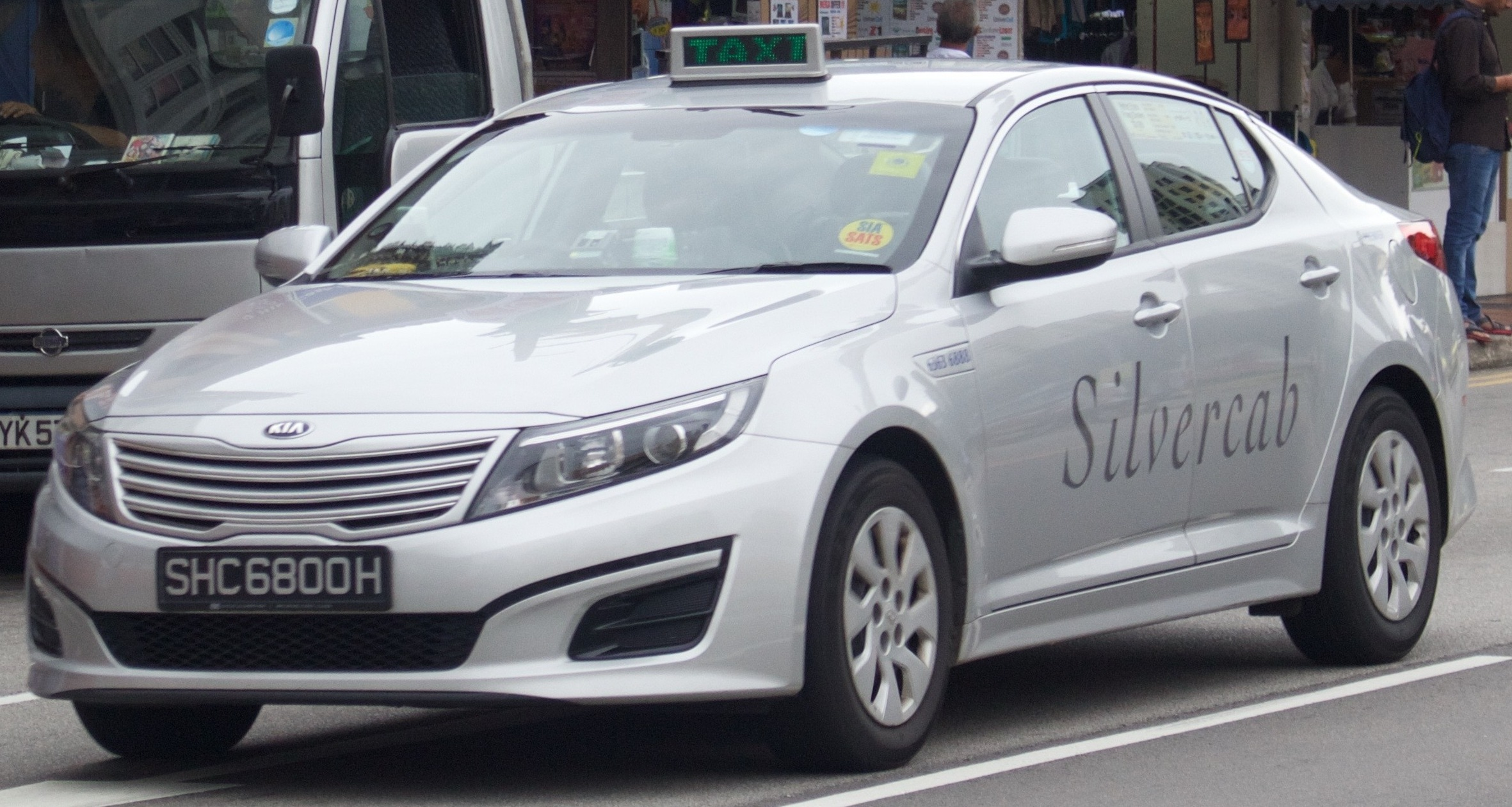
azjatycka Kia Optima III Taxi

Kia Optima III została zaprezentowana po raz pierwszy w 2010 roku.
Trzecia generacja Optimy powstała według zupełnie nowej polityki Kia, która zakładała nadanie pojazdowi bardziej awangardowej stylizacji nadwozia przy proporcjach nawiązujących do samochodów typu coupé. Za projekt pojazdu pod kątem stylistycznym odpowiedzialny był ówczesny szef biura projektowego Kii, Peter Schreyer.
Kia Optima trzeciej generacji została zbudowana na wspólnej płycie podłogowej ze średniej wielkości modelami Hyundaia: Sonata oraz i40, tym razem otrzymując jednak całkowicie autorski projekt stylistyczny.
Pas przedni wyróżniły agresywnie ukształtowane reflektory, wąska atrapa chłodnicy oraz masywne wloty powietrza, z kolei tylną część nadwozia przyozdobiła charakterystycznie zadarta ku dachowi tylna szyba oraz biegnąca przez całą długość krawędzi dachu chromowana listwa. Deskę rozdizelczą skierowano ku kierowcy, z masywną konsolą centralną.

### Optima Hybrid
W 2012 roku do oferty wprowadzona została hybrydowa wersja pojazdu napędzana 2 l silnikiem benzynowym o mocy 152 KM oraz silnikiem elektrycznym o mocy 40 KM. Łączna moc układu wynosi 192 KM. Ruszając z miejsca samochód korzysta z napędu elektrycznego w zakresie prędkości do 100 km/h. Wraz ze wzrostem prędkości, hybrydowy rozrusznik uruchamia jednostkę spalinową w celu przejęcia przez nią napędu pojazdu.
W tym samym momencie jednostka elektryczna przełączana jest w tryb hybrydowy pozwalający wspomagać silnik spalinowy podczas przyśpieszania, a także w celu generowania prądu ładując litowo-polimerowe baterie.

### Optima T-Hybrid
W 2014 roku podczas targów motoryzacyjnych w Paryżu zaprezentowano pojazd koncepcyjny wyposażony w napęd hybrydowy pochodzący z połączenia jednostki elektrycznej z silnikiem wysokoprężnym. Pojazd napędzał silnik o pojemności 1.7 l CRDi połączonym z silnikiem elektrycznym, karmiącym się 48-woltową baterią akumulatorów.

### Lifting
W 2013 roku Kia Optima trzeciej generacji przeszła gruntowną restylizację nadwozia. Pas przedni zyskał nowy układ diod LED, a także zmodyfikowany wzór zderzaka. Ponadto, tylne lampy zamiast wcięcia zyskały pełniejszy, bardziej owalny kształt. W kabinie pasażerskiej zamontowano większy ekran systemu multimedialnego, a także nowy wzór koła kierownicy.

### Sprzedaż
Po raz pierwszy od momentu debiutu w 2000 roku, samochód przyjął nazwę Kia Optima także na rynku europejskim, kanadyjskim, a także powrócił z nią po 5 latach przerwy do Australii.
Na nową nazwę producent zdecydował się ponownie wobec rodzimej Korei Południowej, a ponadto także Chin. W obu tych państwach samochód otrzymał emblemat Kia K5.

### Wyposażenie
- EX
- GLS
- L
- LX
- M
- SX
- XL

Auto w zależności od wersji wyposażone może być m.in. w 6 poduszek powietrznych, system ABS, ESP, TCS, a także elektryczne sterowanie szyb, elektryczne sterowanie lusterek, wielofunkcyjną i skórzaną kierownicę, Bluetooth, tempomat, dwustrefową klimatyzację automatyczną, elektrycznie regulowane fotele, radio CD z AUX, MP3 oraz 6-głośnikami, reflektory przednie typu projekcyjnego z funkcją doświetlania zakrętów, światła do jazdy dziennej wykonane w technologii LED, fotochromatyczne lusterko wsteczne, czujnik zmierzchu i deszczu, podgrzewane lusterka zewnętrzne i przednie fotele, skórzaną tapicerkę, wentylowany fotel kierowcy, reflektory ksenonowe, Lane Assist, system multimedialny z 7-calowym ekranem, nawigacją oraz kamerą cofania, a także 12-głośnikowy system audio ze wzmacniaczem 11-kanałowym o mocy 500W, a także panoramiczny szklany dach oraz podgrzewaną tylną kanapę.

### Silniki
- R4 2.0l MPI 163 KM
- R4 2.0l Turbo 278 KM
- R4 2.4l MPI 178 KM
- R4 2.4l GDI 203 KM
- R4 1.7l CRDi 136 KM
- R4 2.0l CRDi 125 KM

## Czwarta generacja

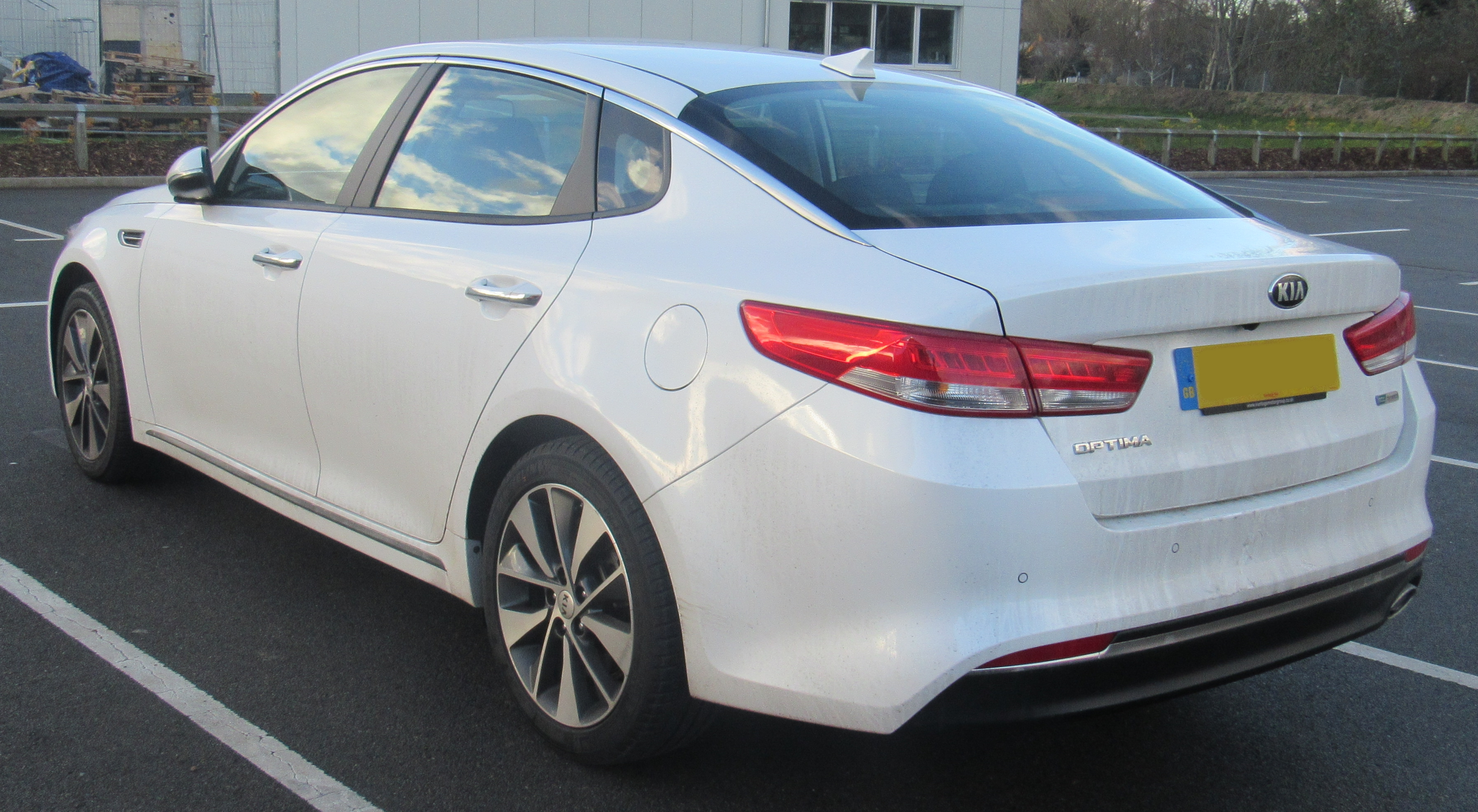
Kia Optima IV – tył

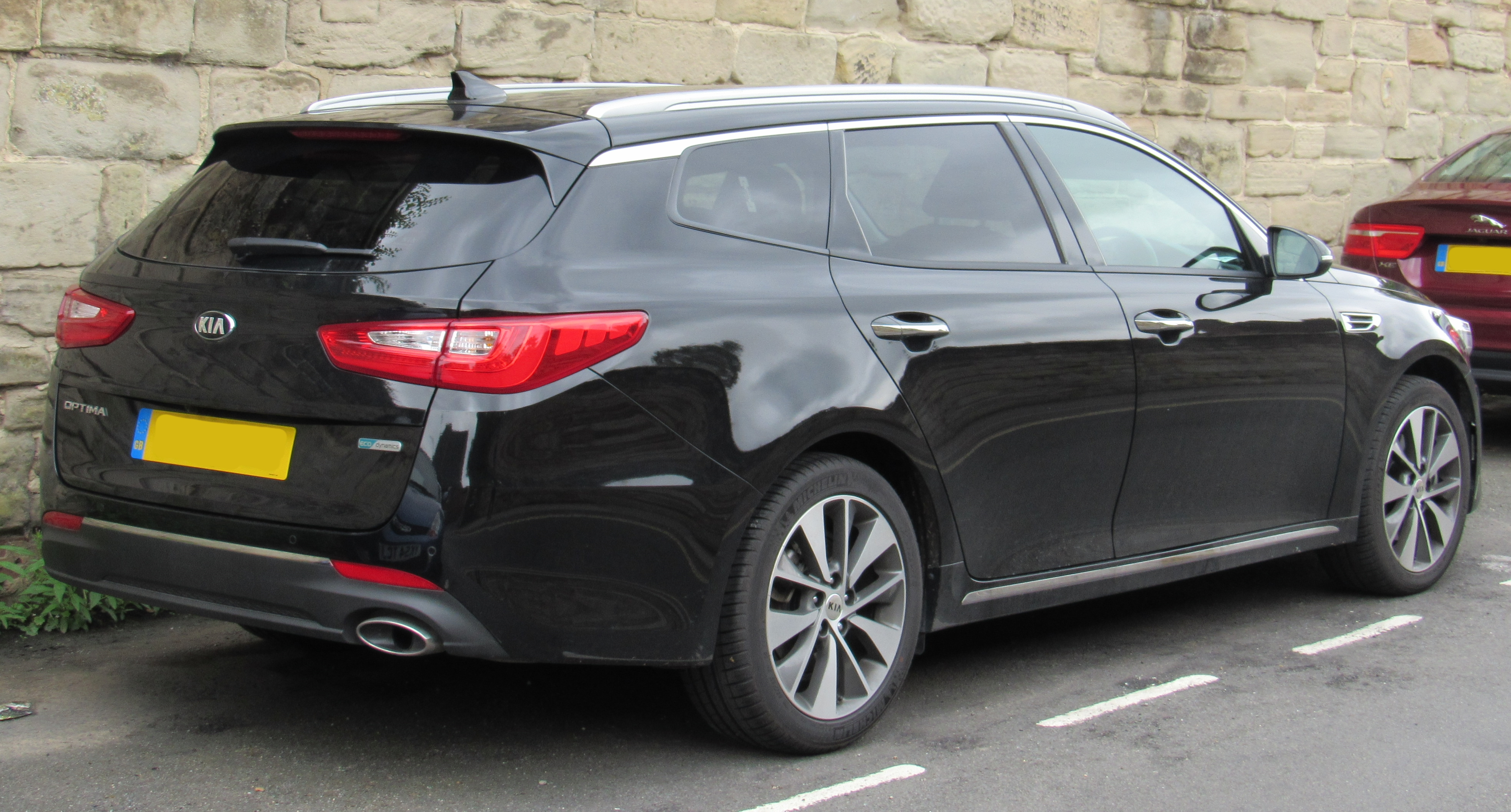
Kia Optima IV SW

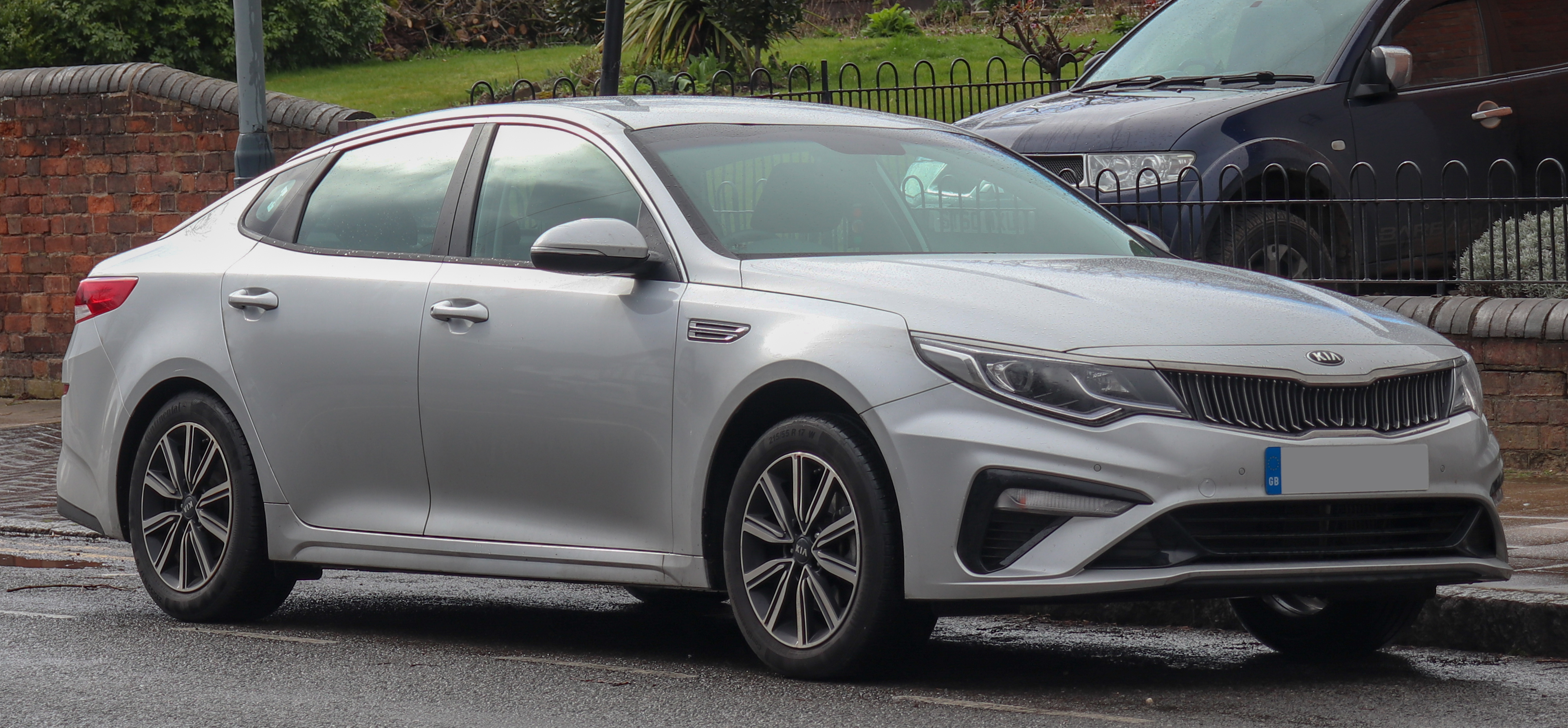
Kia Optima IV po liftingu

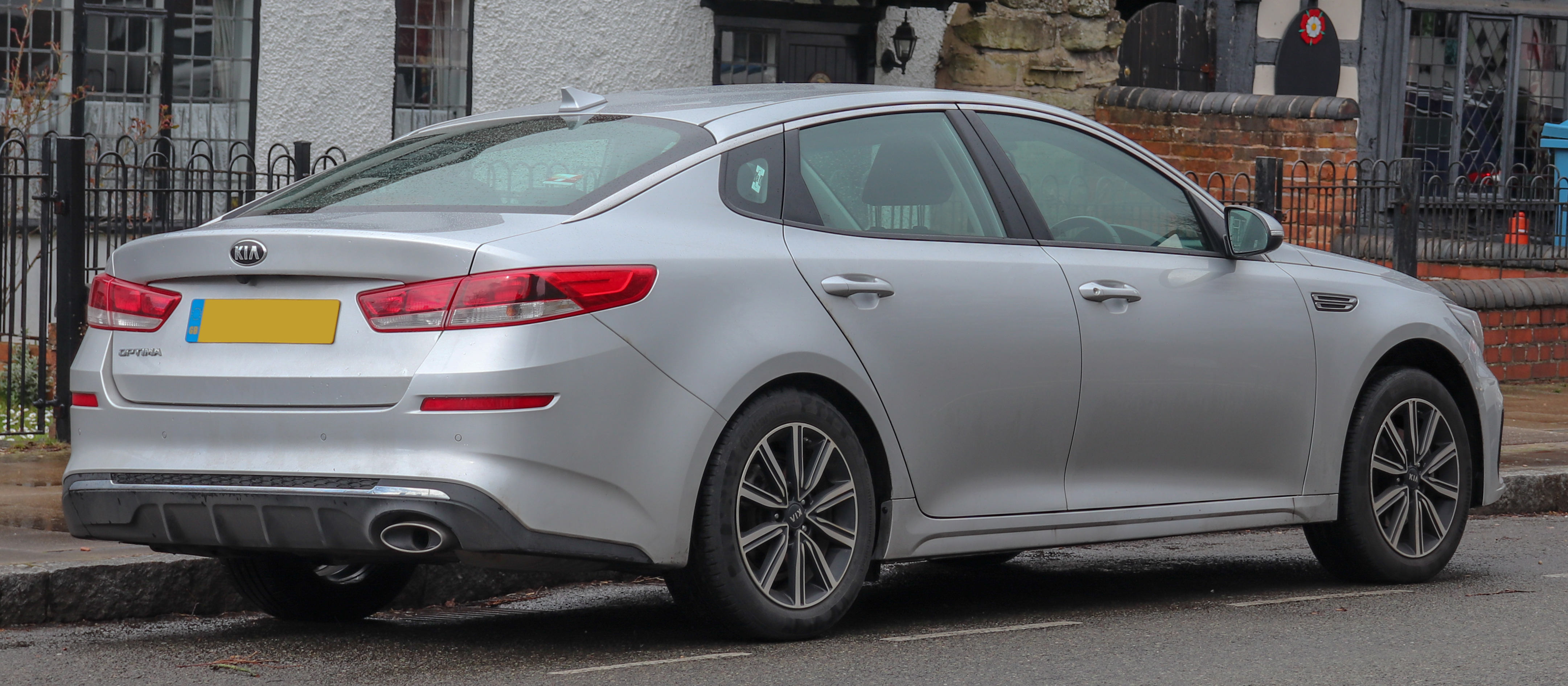
Kia Optima IV – tył po liftingu

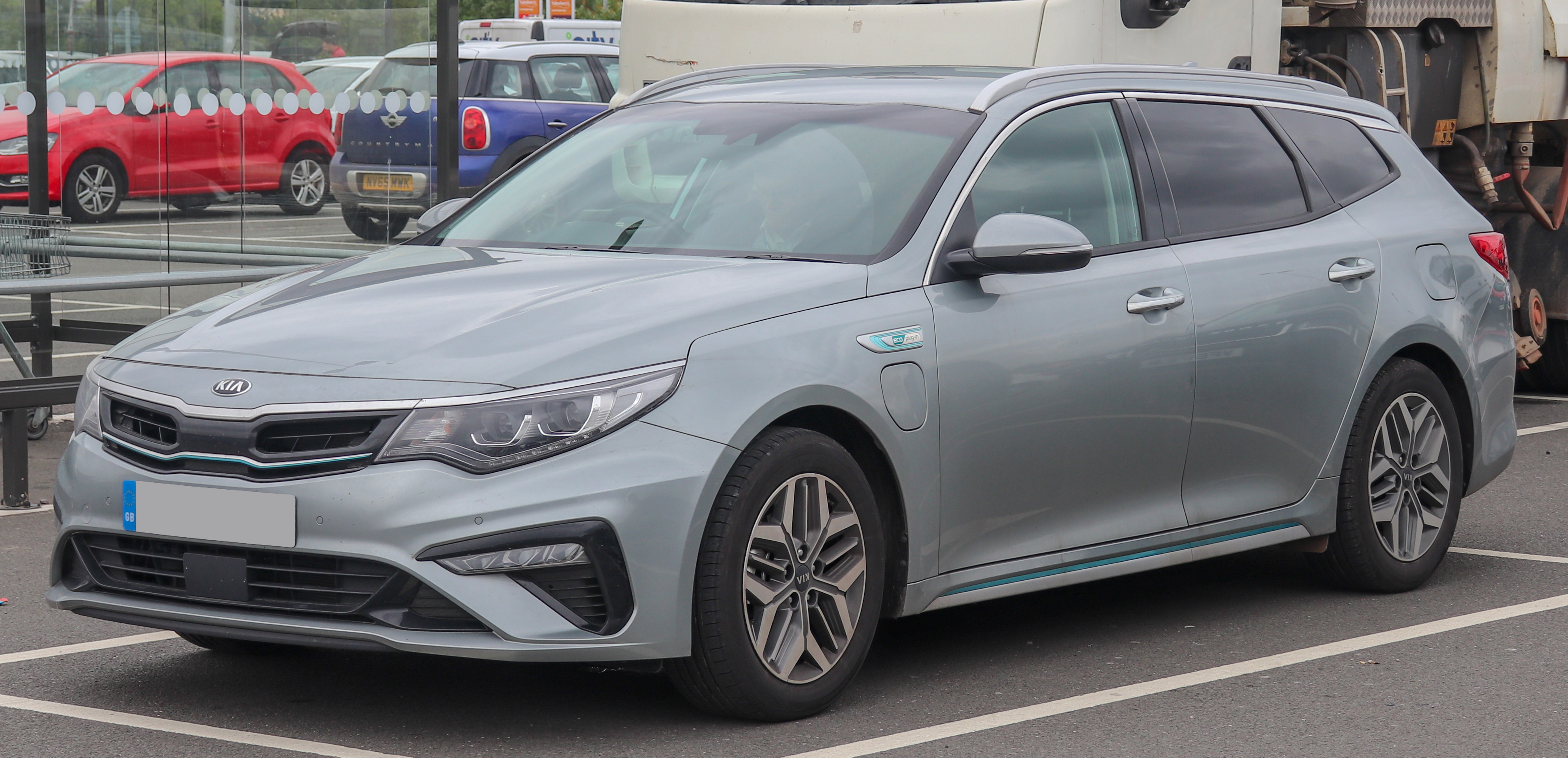
Kia Optima IV SW PHEV

Kia Optima IV (JF) została zaprezentowana po raz pierwszy w 2015 roku.
Czwarta generacja Optimy, w stosunku do poprzednika, przeszła ewolucyjny zakres zmian, stanowiąc jego obszerne rozwinięcie. Pojazd przeprojektowano przede wszystkim pod kątem praktyczności i przestronności kabiny pasażerskiej. W efekcie, zwiększony został rozmiar osi, a także wzbogacono listę wyposażenia.
Pod kątem stylistycznym Kia Optima czwartej generacji zyskała charakterystyczne, trzecie okienko za tylnymi drzwiami, a także niżej osadzoną atrapę chłodnicy wraz z reflektorami z łezkowatymi zadarciami u dolnej krawędzi. Tylne lampy utrzymano w formule wąskich, strzelistych pasów zadartych ku krawędziach błotników.
W kabinie pasażerskiej producent zdecydował się wdrożyć bardziej stonowany układ przyrządów podporządkowany ergonomii. Ekran systemu multimedialnego został umieszczony w najwyższym punkcie konsoli centralnej, z kolei tuż pod nim umieszczono pas nawiewów, a potem panel klimatyzacji. Nowością była indukcyjna ładowarka, którą wygospodarowano w najniższym miejscu deski rozdzielczej.

### Optima SW
W lutym 2015 roku Kia po raz pierwszy zapowiedziała plany powrotu do segmentu średniej wielkości kombi, który opuściła w 2000 roku wraz zakończeniem produkcji modelu Parktown/Clarus Kombi. Studyjnym zwiastunem był prototyp Kia Sportspace.
Rok później, podczas targów motoryzacyjnych w Genewie, zaprezentowana została produkcyjna odmiana pojazdu jako wersja kombi czwartej generacji Optimy. Wariant ten powstał wyłącznie dla rynku europejskiego, charakteryzując się zadartą ku górze linią okien i foremnym przedziałem bagażowym.

### Optima PHEV
Równolegle z prezentacją Kii Optimy SW, producent w marcu 2016 roku zaprezentował także wariant modelu o napędzie hybrydowym typu plug-in. Optimę PHEV wyposażono w 2-litrowy silnik benzynowy o mocy 156 KM oraz jednostkę elektryczną, pozwalającą na pokonanie bez benzyny dystansu 54 km z maksymalną prędkością 120 km/h. Łączna moc obu silników wynosi 205 KM.
Pod kątem wizualnym pojazd wyróżniły inne zderzaki oraz charakterystyczna klapa do ładowania baterii z gniazdka, którą umieszczono na lewym przednim błotniku.

### Lifting
Na początku 2018 roku podczas targów motoryzacyjnych w Genewie zaprezentowano wersję po face liftingu. Zmieniony został m.in. zderzak przedni, reflektory oraz atrapa chłodnicy, a także koło kierownicy oraz lista wyposażenia. Przy okazji liftingu wprowadzona została nowa jednostka napędowa – silnik wysokoprężny o pojemności 1.6 CRDi i mocy 136 KM, który zastępuje motor 1.7 CRDi.

### Sprzedaż
Podobnie jak poprzednik, Kia Optima czwartej generacji oferowana była pod tą nazwą na większości globalnych rynków. Inną polityką zastosowano jedynie wobec rodzimej Korei Południowej oraz Chin, gdzie samochód przyjął postać drugiej generacji linii modelowej Kia K5.

### Koniec produkcji i następca
Po tym, jak przedstawiona w Korei Południowej w listopadzie 2019 roku trzecia generacja lokalnej Kii K5 poszerzyła swój zasięg rynkowy w połowie 2020 roku pod tą nazwą po raz pierwszy także o Amerykę Północną i Rosję, nazwa Kia Optima została trwale wycofana z użytku. Samochód nie otrzymał bezpośredniego następcy w Europie, a także w Nowej Zelandii i Australii z powodu stale malejącego popytu na samochody klasy średniej.

### Wersje wyposażeniowe
- EX
- GT
- GT Line
- M
- L
- XL

Podstawowe wyposażenie wersji M obejmuje m.in. 7 poduszek powietrznych (w tym poduszka kolanowa kierowcy), światła mijania typu projekcyjnego, światła przeciwmgłowe oraz do jazdy dziennej wykonane w technologii LED, elektryczne sterowanie szyb, elektryczne sterowanie lusterek z kierunkowskazami LED oraz automatycznym składaniem, automatyczne wycieraczki przedniej szyby z funkcją antyoblodzeniową, tempomat, klimatyzację automatyczną z filtrem przeciwpyłkowym, skórzaną kierownicę i gałkę dźwigni zmiany biegów oraz system nawigacji satelitarnej z kamerą cofania.
Bogatsza wersja L dodatkowo wyposażona została m.in. w reflektory ksenonowe, podgrzewane koło kierownicy i przednie fotele, czujniki parkowania, system bezkluczykowy, system Lane Assist, skórzano-materiałową tapicerkę oraz 17-calowe alufelgi.
Wersja XL dodatkowo obejmuje m.in. reflektory przednie LED z funkcją dynamicznego doświetlania zakrętów, lampy tylne w technologii LED, skórzaną tapicerkę, wentylowane przednie fotele, elektrycznie sterowane fotele przednie, system audio firmy Harman&Kardon oraz 18-calowe alufelgi.
Wersja GT dodatkowo otrzymuje sportową stylistykę zderzaków, sportową kierownicę, dedykowane skórzane fotele oraz sportowe zawieszenie sterowane elektronicznie.

### Silniki
- R4 1.6l Turbo 180 KM
- R4 2.0l 163 KM
- R4 2.0l Turbo 248 KM
- R4 2.4l 188 KM
- R4 1.6l CRDi 136 KM
- R4 1.7l CRDi 141 KM